# Església parroquial de la Mare de Déu dels Àngels (la Font de la Reina)
L'església de la Mare de Déu dels Àngels de la Font de la Reina, a la comarca de l'Alt Millars, és un lloc de culte catalogat com Bé de Rellevància Local el 2007.
Pertany a la Diòcesi de Sogorb-Castelló, estant inclosa en l'arxiprestat 2, conegut com a Sant Antoni Abad, amb seu a Xèrica.
És un edifici religiós típic del segle xvii, de gran bellesa encara que es nota que es va construir amb recursos econòmics limitats, la qual cosa queda patent en la seva reduïda grandària.